# Jean Validire
Jean Validire dit Jean de Saint-Léon  (né à Merléac, mort à Vannes en 1444/1448) fut successivement évêque de Léon de 1427 à 1432, puis de Vannes de 1433 à sa mort.

## Biographie
Jean Validire est un dominicain du couvent de Morlaix, docteur en théologie de l'université de Paris. Il devient le principal confesseur du duc Jean V de Bretagne vers 1419. Élu par le chapitre de chanoines de Saint-Brieuc en 1424, il doit renoncer au siège face au candidat du pape Martin V Guillaume Brillet . 
Il reçoit cependant le siège de Léon lorsque son titulaire, Philippe de Coëtquis, est d'abord pressenti comme archevêque d'Embrun puis transféré à Tours en 1427. Chargé de la réforme de la justice et des finances par le duc, il sera la plupart du temps hors son diocèse . En avril 1431, il assiste à Nantes au concile régional tenu par l'archevêque de Tours, son prédécesseur Philippe de Coëtquis.
Lorsque le pape Eugène IV transfère Amaury de la Motte de l'évêché de Vannes à celui de Saint-Malo en octobre 1432, Jean Validire est nommé au siège de Vannes en 1433. Avec son chapitre de chanoines, il fait réparer la cathédrale, notamment la salle capitulaire et le vestiaire, et voûter les chapelles de Notre-Dame-de-la-Pitié et de Saint-Léon. Le 30 octobre 1442, il célèbre à Auray le mariage du duc François Ier avec Isabelle d'Écosse.
Jean Validire est encore présent dans des actes en février 1444 et 1446 lors de transactions avec son chapitre. Il meurt peu après, peut-être en 1448 ou dès 1444. Le chapitre de chanoines élit pour lui succéder Yves de Pontsal qui doit faire face, avec succès, en juillet 1450 à Jean Prigent (évêque de Saint-Brieuc), désigné par le pape. Jean Validire est inhumé dans la chapelle Notre-Dame.